# Битка код Павије
Битка код Павије је била битка у оквиру италијанских ратова (1494—1559) вођена за хегемонију у Европи између Хабзбурговаца под Карлом V и француске династије Валоа под Франсоом I 24. фебруара 1525. године. Француски краљ Франсоа I је заробљен.

## Историјска позадина
Италијански ратови су почели 1494. г., када је Шарл VIII покушао да преузме контролу у Италији, али га је у томе спречила шпанско-аустријска лига којој су се прикључили Енглеска и италијански градови. Карлов наследник Луј XII обновио је сукоб и запосео 1500. г. Милано, као и Напуљ на југу Италије који је био у поседу Шпаније. Лујев противник у Немачкој био је Хабзбурговац Максимилијан I, који је с енглеским краљем Хенријем VIII склопио савез, тако да је после неуспешних битака код Ангинегата и Наваре (1513) морао да се поново повуче из Милана.
Успешнији од њега показао се први Лујев наследник, Франсоа I, који је одмах на почетку своје владавине 1515. г. извојевао бриљантну победу код Марињаноа и поново заузео Милан. Овај му је признат уговором у Нојону 1516. г. од стране Шпаније, али се ситуација потпуно изменила када је избором Карла V 1519. г. за шпанског краља (Франсоа I се кандидовао против њега) дошло до уједињења Шпаније и хабзбуршких земаља под персоналном унијом, и тако се Француска изненада поставила у непријатељски положај у односу на земљу која је обухватала обе стране света и такође могла да црпи огромне ресурсе из новоотривених колонија. Истог часа Карло V је прогласио уговор у Нојону ништавним и покренуо рат.

## Опсада и битка
Франсоа I је успео 1525. г. да оствари савез са Папском државом, помоћу којег је намеравао да угрози Хабзбурге са севера и с југа. У знак подршке папи Клименту VII, Франсоа I је послао армију од 26.000 плаћеника — међу којом је било Француза, Италијана и Швајцараца - преко Алпа, сместивши је тријумфално у Милано. Мало касније поставио је опсаду око стратешки важне старе ломбардијске престонице Павије, чију посаду је сачињавало око 6.000 војника. Да би је ослободио, Карло V је послао 23.000 људи под командом маркиза од Пескаре, који је већ у ноћи 23. фебруара наредио да напад отпочне. У раним јутарњим часовима 24. фебруара (случајно на рођендан Карла V) изгледало је да ће победити трупе које је предводио адмирал Бонивет, али је царских 1.500 баскијских аркебузера успело да се пробије изненадним нападом до центра француских линија, где се налазио француски краљ. При покушају спашавања Франсоа I страдали су бројни високо команданти, међу којима су се нашли и војвода од Ла Тремоала и маршал де Фокс, као и Жак Шабан. Чак је и краљев коњ био погођен, тако да је Франсоа I морао да настави борбу на ногама, али није могао да се спаси од заробљеништва онда када му је војска потпуно уништена.

## Последице
Војвода од Пескаре је довео француског краља цару у Мадрид, где је Франсоа I био заиста третиран с дужним поштовањем, али је, када је већ од наредне године морао споразумом у Мадриду да призна Карлу V Милано, Ђенову, Војводство Бургундију и Напуљ. Чим је ослобођен, Франсоа I је опозвао одлуке мира, изјавивши да је био принуђен да их призна, нулирајући тако резултате Карлове победе. Борба за превласт у Европи наставиће се све до 1559. г., до Анрија II који је закључио споразум у Като-Камбрезију чиме је хегемонија над Европом пренета с Француске на Шпанију.